# Matías Gallardo
Matías Valentín Gallardo (Buenos Aires, Argentina; 24 de noviembre de 2003) es un futbolista argentino. Juega de centrocampista en el Instituto Atlético Central Córdoba de la Primera División de Argentina.

## Trayectoria
Gallardo entró a las inferiores del River Plate en 2014.
En julio de 2023, el centrocampista firmó en el Atlanta United 2 estadounidense.

## Estadísticas
Actualizado al último partido disputado el 27 de abril de 2025.
| Club                            | Div.          | Temporada     | Liga  | Liga  | Copas nacionales | Copas nacionales | Copas internacionales | Copas internacionales | Total | Total |
| Club                            | Div.          | Temporada     | Part. | Goles | Part.            | Goles            | Part.                 | Goles                 | Part. | Goles |
| ------------------------------- | ------------- | ------------- | ----- | ----- | ---------------- | ---------------- | --------------------- | --------------------- | ----- | ----- |
| Atlanta United 2 Estados Unidos | 3.ª           | 2023          | 5     | 0     | —                | —                | —                     | —                     | 5     | 0     |
| Atlanta United 2 Estados Unidos | 3.ª           | 2024          | 26    | 1     | —                | —                | —                     | —                     | 26    | 1     |
| Atlanta United 2 Estados Unidos | Total club    | Total club    | 31    | 1     | 0                | 0                | 0                     | 0                     | 31    | 1     |
| Instituto Argentina             | 1.ª           | 2025          | 2     | 0     | 0                | 0                | —                     | —                     | 2     | 0     |
| Instituto Argentina             | Total club    | Total club    | 2     | 0     | 0                | 0                | 0                     | 0                     | 2     | 0     |
| Total carrera                   | Total carrera | Total carrera | 33    | 1     | 0                | 0                | 0                     | 0                     | 33    | 1     |

## Vida personal
Matías es hijo de Marcelo Gallardo, exfutbolista, internacional por Argentina y entrenador argentino. Sus hermanos Nahuel y Santino también son futbolistas.